# Lijst van voetbalinterlands Ivoorkust - Senegal
Deze lijst van voetbalinterlands is een overzicht van alle officiële voetbalwedstrijden tussen de nationale teams van Ivoorkust en Senegal. De Afrikaanse landen hebben tot op heden twintig keer tegen elkaar gespeeld. De eerste ontmoeting, de strijd om de derde plaats tijdens de Afrika Cup 1965, vond plaats op 21 november 1965 in Radès (Tunesië). Het laatste duel, een achtste finale van de Afrika Cup 2023, werd gespeeld in Yamoussoukro op 29 januari 2024.

## Wedstrijden
| №  | Plaats       | Datum            | Competitie                           | Wedstrijd           | Uitslag |
| -- | ------------ | ---------------- | ------------------------------------ | ------------------- | ------- |
| 1  | Radès        | 21 november 1965 | Afrika Cup 1965                      | Ivoorkust − Senegal | 1 − 0   |
| 2  | Dakar        | 29 december 1985 | Vriendschappelijk                    | Senegal − Ivoorkust | 2 − 0   |
| 3  | Caïro        | 13 maart 1986    | Afrika Cup 1986                      | Senegal − Ivoorkust | 0 − 1   |
| 4  | Nairobi      | 6 augustus 1987  | Afrikaanse Spelen 1987               | Ivoorkust − Senegal | 1 − 0   |
| 5  | Monrovia     | 19 december 1987 | Vriendschappelijk                    | Ivoorkust − Senegal | 1 − 0   |
| 6  | Dakar        | 15 februari 1991 | Vriendschappelijk                    | Senegal − Ivoorkust | 0 − 0   |
| 7  | Dakar        | 5 mei 1991       | Vriendschappelijk                    | Senegal − Ivoorkust | 0 − 0   |
| 8  | Abidjan      | 9 juni 1991      | Vriendschappelijk                    | Ivoorkust − Senegal | 2 − 0   |
| 9  | Abidjan      | 2 november 1991  | Vriendschappelijk                    | Ivoorkust − Senegal | 1 − 0   |
| 10 | Bouaké       | 8 mei 1997       | Vriendschappelijk                    | Ivoorkust − Senegal | 4 − 1   |
| 11 | Dakar        | 20 november 1999 | Vriendschappelijk                    | Senegal − Ivoorkust | 3 − 0   |
| 12 | Dakar        | 15 november 2003 | Vriendschappelijk                    | Senegal − Ivoorkust | 1 − 0   |
| 13 | Avignon      | 18 augustus 2004 | Vriendschappelijk                    | Senegal − Ivoorkust | 1 − 2   |
| 14 | Tours        | 16 augustus 2006 | Vriendschappelijk                    | Ivoorkust − Senegal | 0 − 1   |
| 15 | Abidjan      | 8 september 2012 | Afrika Cup 2013 kwalificatie         | Ivoorkust − Senegal | 4 − 2   |
| 16 | Dakar        | 13 oktober 2012  | Afrika Cup 2012 kwalificatie         | Senegal − Ivoorkust | 0 − 2   |
| 17 | Abidjan      | 12 oktober 2013  | WK 2014 kwalificatie                 | Ivoorkust − Senegal | 3 − 1   |
| 18 | Casablanca   | 16 november 2013 | WK 2014 kwalificatie                 | Senegal − Ivoorkust | 1 − 1   |
| 19 | Annaba       | 14 januari 2023  | African Championship of Nations 2022 | Ivoorkust − Senegal | 0 − 1   |
| 20 | Yamoussoukro | 29 januari 2024  | Afrika Cup 2023                      | Senegal − Ivoorkust | 1 − 1   |

## Samenvatting
| Competitie                      | Totaal gespeeld | Winst Ivoorkust | Gelijk | Winst Senegal | Doelsaldo Ivoorkust – Senegal |
| ------------------------------- | --------------- | --------------- | ------ | ------------- | ----------------------------- |
| WK-kwalificatie                 | 2               | 1               | 1      | 0             | 4 − 2                         |
| Afrika Cup                      | 3               | 2               | 1      | 0             | 3 − 1                         |
| Afrika Cup-kwalificatie         | 2               | 2               | 0      | 0             | 6 − 2                         |
| African Championship of Nations | 1               | 0               | 0      | 1             | 0 − 1                         |
| Afrikaanse Spelen               | 1               | 1               | 0      | 0             | 1 − 0                         |
| Vriendschappelijk               | 11              | 5               | 2      | 4             | 10 – 9                        |
| Totaal                          | 20              | 11              | 4      | 5             | 24 – 15                       |

## Details

### Vijftiende ontmoeting
| Afrika Cup 2013 kwalificatie (Abidjan, Ivoorkust, 8 september 2012):   |       |                                        |
| Ivoorkust                                                              | 4 – 2 | Senegal                                |
| Salomon Kalou 43' Gervinho 65' Didier Drogba 81' (pen.) Max Gradel 85' | goals | 33' Dame N'Doye 59' Papiss Demba Cissé |

### Zestiende ontmoeting
| Afrika Cup 2013 kwalificatie (Dakar, Senegal, 13 oktober 2012): |       |                                            |
| Senegal                                                         | 0 – 2 | Ivoorkust                                  |
|                                                                 | goals | 51' Didier Drogba 70' (pen.) Didier Drogba |

### Zeventiende ontmoeting
| WK 2014 kwalificatie (Abidjan, Ivoorkust, 12 oktober 2013):      |       |                          |
| Ivoorkust                                                        | 3 – 1 | Senegal                  |
| Didier Drogba 5' (pen.) Lamine Sané 14' (e.d.) Salomon Kalou 50' | goals | 90+5' Papiss Demba Cissé |

### Achttiende ontmoeting
| WK 2014 kwalificatie (Casablanca, Marokko, 16 november 2013): |       |                     |
| Senegal                                                       | 1 – 1 | Ivoorkust           |
| Moussa Sow 77' (pen.)                                         | goals | 90+4' Salomon Kalou |

FIF · A-internationals · Selecties · Bondscoaches · Statistieken · Ivoriaans vrouwenelftal · Ivoorkust U21 · Ivoorkust U20 · Ivoorkust U19 · Ivoorkust U18 · Ivoorkust U17
1960 – 1969 ·
1970 – 1979 ·
1980 – 1989 ·
1990 – 1999 ·
2000 – 2009 ·
2010 – 2019 ·
2020 − 2029
WK 2006 · 
WK 2010 · 
WK 2014
OS 2008 · 
OS 2020
1960 ·
1961 ·
1962 ·
1963 ·
1964 · 
1965 ·
1966 · 
1967 ·
1968 ·
1969 ·
1970 ·
1971 ·
1972 ·
1973 ·
1974 ·
1975 ·
1976 ·
1977 ·
1978 · 
1979 ·
1980 ·
1981 · 
1982 ·
1983 ·
1984 ·
1985 ·
1986 ·
1987 ·
1988 ·
1989 ·
1990 ·
1991 ·
1992 · 
1993 · 
1994 · 
1995 · 
1996 · 
1997 · 
1998 · 
1999 · 
2000 · 
2001 · 
2002 · 
2003 · 
2004 · 
2005 · 
2006 · 
2007 · 
2008 · 
2009 · 
2010 · 
2011 · 
2012 · 
2013 ·
2014 ·
2015 ·
2016 ·
2017 ·
2018 ·
2019 ·
2020 ·
2021 ·
2022 ·
2023 ·
2024
Algerije ·
Angola ·
Argentinië ·
België ·
Benin ·
Bosnië en Herzegovina ·
Botswana ·
Brazilië ·
Burkina Faso ·
Burundi ·
Centraal-Afrikaanse Republiek ·
Chili ·
Colombia ·
Comoren ·
Congo-Brazzaville ·
Congo-Kinshasa ·
Duitsland ·
Egypte ·
El Salvador ·
Engeland ·
Equatoriaal-Guinea ·
Ethiopië ·
Frankrijk ·
Gabon ·
Gambia ·
Ghana ·
Griekenland ·
Guinee ·
Guinee-Bissau ·
Hongarije ·
Israël ·
Italië ·
Japan ·
Jordanië ·
Kameroen ·
Kenia ·
Koeweit ·
Lesotho ·
Liberia ·
Libië ·
Madagaskar ·
Malawi ·
Mali ·
Marokko ·
Mauritanië ·
Mauritius ·
Mexico ·
Moldavië ·
Mozambique ·
Namibië ·
Nederland ·
Niger ·
Nigeria ·
Noord-Korea ·
Oeganda ·
Oostenrijk ·
Paraguay ·
Polen ·
Portugal ·
Qatar ·
Roemenië ·
Rusland ·
Rwanda ·
Senegal ·
Servië en Montenegro ·
Seychellen ·
Sierra Leone ·
Slovenië ·
Soedan ·
Spanje ·
Tanzania ·
Togo ·
Tsjaad ·
Tunesië ·
Turkije ·
Uruguay ·
Verenigde Staten ·
Zambia ·
Zimbabwe ·
Zuid-Afrika ·
Zuid-Korea ·
Zweden ·
Zwitserland
Argentinië (2006) · 
Colombia (2014) ·
Ghana (2015) ·
Griekenland (2014) · 
Japan (2014) ·  
Nederland (2006) · 
Noord-Korea (2010) · 
Servië en Montenegro (2006) ·
Zambia (2012)
FSF · 
A-internationals · 
Bondscoaches · Selecties · Senegalees vrouwenelftal · 
Olympisch elftal
1960 – 1969 · 
1970 – 1979 · 
1980 – 1989 · 
1990 – 1999 · 
2000 – 2009 · 
2010 – 2019 · 
2020 – 2029
WK 2002 · 
WK 2018 ·
WK 2022
OS 2012
1959 · 
1960 · 
1961 · 
1962 · 
1963 · 
1964 · 
1965 · 
1966 · 
1967 · 
1968 · 
1969 · 
1970 · 
1971 · 
1972 · 
1973 · 
1974 · 
1975 · 
1976 · 
1977 · 
1978 · 
1979 · 
1980 · 
1981 · 
1982 · 
1983 · 
1984 · 
1985 · 
1986 · 
1987 · 
1988 · 
1989 · 
1990 · 
1991 · 
1992 · 
1993 · 
1994 · 
1995 · 
1996 · 
1997 · 
1998 · 
1999 · 
2000 · 
2001 · 
2002 · 
2003 · 
2004 · 
2005 · 
2006 · 
2007 · 
2008 · 
2009 · 
2010 · 
2011 · 
2012 · 
2013 · 
2014 ·
2015 ·
2016 ·
2017 ·
2018 ·
2019 ·
2020 ·
2021 ·
2022 ·
2023
Algerije ·
Angola ·
Benin ·
Bolivia ·
Bosnië en Herzegovina ·
Botswana ·
Brazilië ·
Burkina Faso ·
Burundi ·
Centraal-Afrikaanse Republiek ·
Chili ·
China ·
Colombia · 
Congo-Brazzaville ·
Congo-Kinshasa ·
Denemarken ·
Ecuador ·
Egypte ·
Engeland ·
Equatoriaal-Guinea ·
Eritrea ·
Ethiopië ·
Frankrijk ·
Gabon ·
Gambia ·
Ghana ·
Griekenland ·
Guinee ·
Guinee-Bissau ·
Indonesië ·
Iran ·
Ivoorkust ·
Japan ·
Kaapverdië ·
Kameroen ·
Kenia ·
Kosovo ·
Kroatië · 
Lesotho ·
Liberia ·
Libië ·
Luxemburg ·
Madagaskar ·
Malawi ·
Maleisië ·
Mali ·
Marokko ·
Mauritanië ·
Mauritius ·
Mexico ·
Mozambique ·
Namibië ·
Nederland ·
Niger ·
Nigeria ·
Noorwegen ·
Oeganda ·
Oezbekistan ·
Oman ·
Polen ·
Qatar ·
Rwanda ·
Saoedi-Arabië ·
Sierra Leone ·
Soedan ·
Swaziland ·
Tanzania ·
Togo ·
Tunesië ·
Turkije ·
Uruguay ·
Verenigde Arabische Emiraten ·
Zambia ·
Zimbabwe ·
Zuid-Afrika ·
Zuid-Korea ·
Zuid-Soedan ·
Zweden
Algerije (2019, 2) ·
Colombia (2018) ·
Denemarken (2002) ·
Engeland (2022) ·
Frankrijk (2002) ·
Japan (2018) ·
Nederland (2022) ·
Polen (2018) ·
Uruguay (2002)